# ایبرایوو (شهرستان کوگارچینسکی، باشقیرستان)
ایبرایوو (انگلیسی: Ibrayevo, Kugarchinsky District, Republic of Bashkortostan) یک شهرک در شهرستان کوگارچینسکی جمهوری باشقیرستان در کشور روسیه است.